# Rue Guillaume-Tell
La rue Guillaume-Tell est une voie du 17e arrondissement de Paris, en France.

## Situation et accès
La rue Guillaume-Tell est une voie publique située dans le 17e arrondissement de Paris. Elle débute au 60, rue Laugier, et se termine au 113, avenue de Villiers.

## Origine du nom

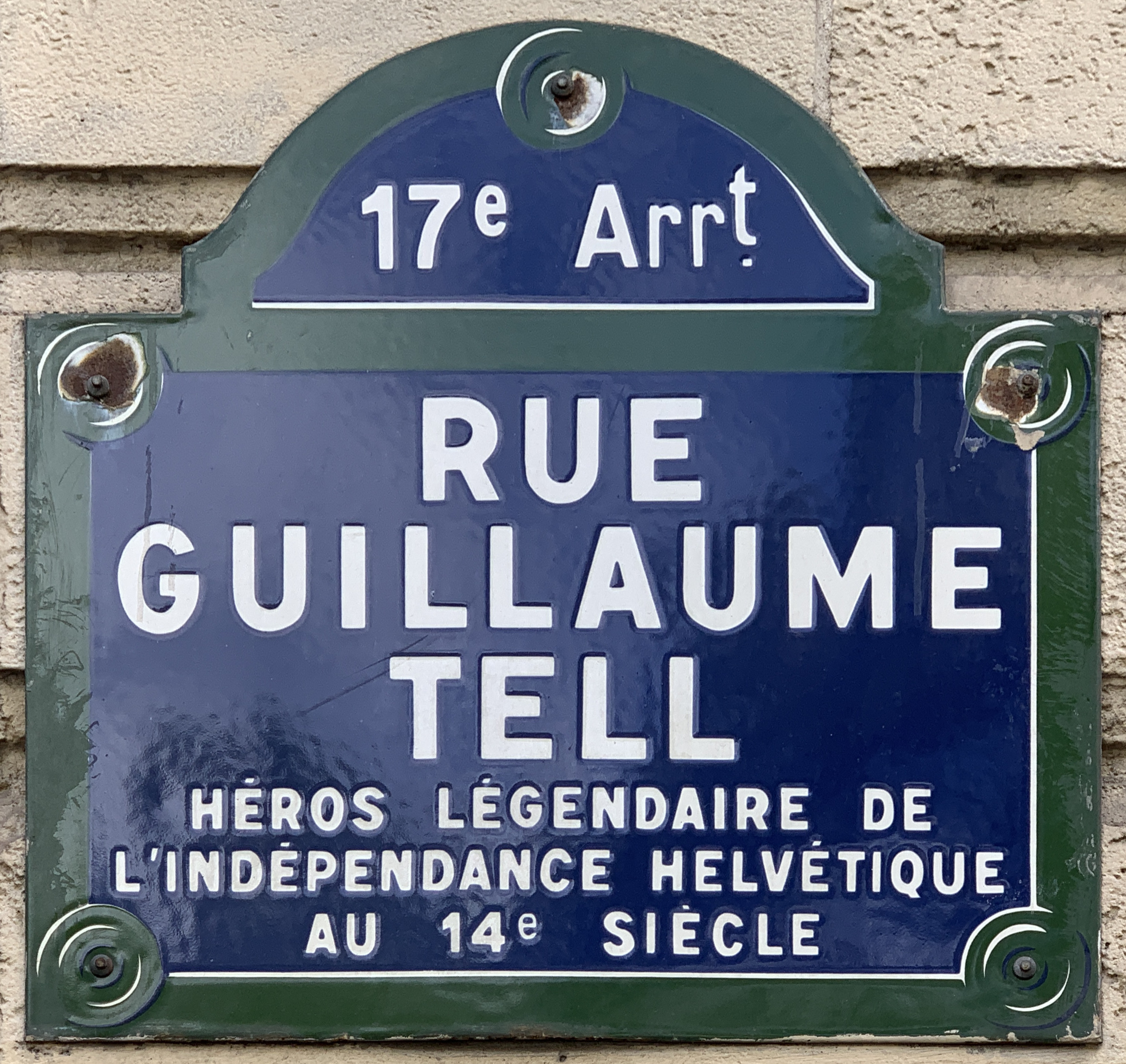
Plaque de la rue.

Elle porte le nom du héros national de la Suisse, Guillaume Tell. 

## Historique
Lorsqu'elle appartenait à la commune de Neuilly, cette rue était située entre les rues Laugier et d'Héliopolis et portait le nom de « rue de Louvain ». Elle est prolongée en 1862 jusqu'à l'avenue de Villiers.
Elle est ensuite classée dans la voirie parisienne par décret du 23 mai 1863, puis prend sa dénomination actuelle par arrêté du 10 novembre 1873.

## Bâtiments remarquables et lieux de mémoire
- Le peintre Albert Besnard y possédait un hôtel particulier, au coin de la rue d'Héliopolis, qu'il habita jusqu'à sa mort en 1934.
- Le romancier et auteur dramatique Pierre Valdagne habitait le 26 bis de la rue où il est mort, le 31 janvier 1937.
- Au no 34 : ici se trouve depuis les années 2000 une plaque commémorative fantaisiste : « Pierre SALATIER / Programmeur / EST NE DANS CET IMMEUBLE / le 12 novembre 1976 »[1].